# Freaky (film)
Freaky è un film del 2020 diretto da Christopher Landon e scritto da quest'ultimo in collaborazione con Michael Kennedy.
Ispirato al romanzo per bambini A ciascuno il suo corpo, che già negli anni 2000 era stato trasposto nella commedia Quel pazzo venerdì, il film si basa su un accidentale scambio di corpi fra un serial killer e un'adolescente. La produzione è curata dalla Blumhouse Productions di Jason Blum.

## Trama
Una sera quattro adolescenti (due ragazzi e due ragazze) trascorrono una tranquilla serata a base di storie spaventose e alcool a casa di una di loro, momentaneamente libera visto che i genitori sono via. Improvvisamente, i quattro vengono aggrediti da un uomo mascherato che, sfruttando qualsiasi arma gli venga a tiro nell'abitazione, li bracca e uccide uno dopo l'altro. Soltanto la proprietaria di casa riesce in un primo momento a nascondersi, tuttavia l'uomo la uccide brutalmente non appena esce fuori dal suo nascondiglio. Prima di andare via, l'assassino ruba un'arma antica che il padrone di casa teneva all'interno di una sua collezione di manufatti e opere d'arte. La scena si sposta su Millie, ragazzina che vive in una situazione un po' particolare: sua sorella Charlene è una poliziotta e sua madre Coral ha problemi di alcolismo da almeno un anno, quando il padre di Millie morì tragicamente. Per non lasciare sua madre da sola, Millie è disposta a non andare al ballo scolastico e ad accompagnarla ad uno spettacolo teatrale. A scuola Millie ha due grandi amici (Nyla, una ragazza nera, e Josh, un ragazzo gay) ma altrettanto grandi nemici: una ragazza e le sue amiche la prendono in giro per le sue condizioni economiche, un professore si comporta da bullo con lei e quasi tutti i ragazzi la reputano una "sfigata". Soltanto Booker, di cui lei è segretamente innamorata, la tratta con rispetto.
Gli amici cercano di convincere Millie ad andare al ballo, hanno grandi aspettative per la serata, ma la ragazza non vuole lasciare sua madre sola. Intanto la polizia impone alcune misure di allerta affinché i ragazzi stiano allerta per via dei recenti omicidi di quattro loro coetanei. Quella sera, Millie fa da mascotte ad una partita di baseball: sua madre dovrebbe andarla a prendere subito dopo, tuttavia si è addormentata ubriaca. Mentre aspetta da sola, Millie viene aggredita dal serial killer che, dopo un inseguimento, la ferisce con l'antica arma che ha rubato pochi giorni prima: Charlene arriva appena in tempo per sventare l'omicidio. Nel corso della notte, dopo che l'arma è stata portata come prova alla stazione di polizia, avviene qualcosa di molto strano: l'assassino e Millie si svegliano l'uno nel corpo dell'altro. Mentre l'assassino nel corpo di Millie ne approfitta per andare a scuola e iniziare a mietere vittime (colpisce proprio l'insegnante e la bulla che attaccavano Millie), Millie nel corpo dell'assassino cerca di raggiungere i suoi amici e convincere loro di cosa è accaduto, riuscendoci senza poche difficoltà. L'assassino sfoggia un look molto diverso da quello di Millie, risulta molto più sensuale, e così riesce a portare dalla propria parte molti ragazzi che generalmente non consideravano Millie. Poiché il ballo è stato annullato, l'assassino usa il suo ascendente per organizzarne uno clandestino in un locale abbandonato.
Mentre "Millie" è ricercata dalla polizia, i suoi amici la aiutano a nascondersi e progettano un modo per sventare ulteriori omicidi. Riescono dunque ad evitare che l'assassino uccida Booker e, dopo aver rapito entrambi, convincono il ragazzo dell'avvenuto scambio di corpi. Josh tiene l'assassino prigioniero in casa propria mente Millie e gli altri amici cercano di recuperare l'arma usata dall'assassino: secondo una traduzione della loro insegnante di spagnolo, ferire l'assassino entro 24 ore dal precedente attacco è l'unico modo per invertire l'incantesimo. Quando la madre di Josh rientra a casa, però, l'assassino riesce a liberarsi e attacca madre e figlio, che riescono però a salvarsi. Nel frattempo Nyla cerca di recuperare l'arma ma viene intercettata proprio da Char: Millie nel corpo dell'assassino riesce tuttavia ad avere la meglio sulla propria sorella, la rinchiude in una cella e si presenta al ballo clandestino insieme a tutti i suoi amici. Qui l'assassino ha già ucciso alcuni ragazzi che avrebbero voluto violentarla in tre: un quarto ragazzo si rivela bisessuale e ci prova con Josh per poi insultarlo dopo il suo rifiuto e diventare infine un'altra vittima del killer. Nasce una lotta fra i quattro ragazzi e l'assassino e, appena prima che sia troppo tardi, una seconda pugnalata con l'arma riesce a invertire l'incantesimo. L'assassino, tornato nel suo corpo, viene raggiunto dai proiettili dei poliziotti.
La situazione sembra rientrata: Booker e Millie si sono confessati i reciproci sentimenti, i loro amici sono tornati alla vita di sempre, i problemi familiari di Millie sembrano essersi affievoliti, questo grazie anche a un discorso che la ragazza aveva fatto con sua madre mentre era ancora nel corpo dell'assassino e si stava nascondendo in un camerino del negozio in cui la donna lavora. L'assassino, tuttavia, è ancora vivo nonostante la pioggia di proiettili che ha ricevuto e si presenta da Millie per finire il lavoro. In un primo momento le tre donne insieme non riescono a fronteggiarlo, anche perché l'uomo ha svuotato il caricatore di Char, tuttavia le capacità maturate mentre era nel suo corpo consentono infine a Millie di avere la meglio. La ragazza finisce per assassinare il serial killer in un modo estremamente crudo, proprio come aveva fatto lui fino a quel momento con le sue vittime.

## Distribuzione
Negli Stati Uniti la pellicola è stata distribuita nelle sale cinematografiche a partire dal 13 novembre 2020. Dal 4 dicembre seguente è stato distribuito, sempre solo negli Stati Uniti, su alcune piattaforme on demand e di streaming.
Anche in Italia il film doveva essere distribuito nei cinema in concomitanza con la data d'uscita statunitense, ma, a seguito delle restrizioni contenitive per evitare l'espansione dell'epidemia di COVID-19 con conseguente chiusura di tutte le sale cinematografiche nazionali, venne poi posticipato al 27 maggio 2021.

### Divieti
In Italia è classificato come vietato ai minori di 14 anni.

## Accoglienza

### Incassi
Il film ha incassato 8,904,310 dollari negli Stati Uniti e altri 6,200,000 nel resto del mondo, per un totale complessivo di 15,104,000 dollari.

### Critica
Sull'aggregatore di recensioni Rotten Tomatoes, il film ha un indice di gradimento dell'83% sulla base di 214 recensioni, con una valutazione media di 6,8 / 10. Il consenso dei critici del sito web recita: "Un divertente slasher con un tocco di genere e scambio di corpo, questa commedia horror si destreggia tra i generi con risultati folli e divertenti."  Su Metacritic, il film ha un punteggio medio di 66 su 100 sulla base di 37 critici, che indicano "recensioni generalmente favorevoli".

## Riconoscimenti
- 2021 - Critics' Choice Super Awards[6]
  - Miglior attore in un film horror a Vince Vaughn
  - Candidatura per il miglior film horror
  - Candidatura per la miglior attrice in un film horror a Kathryn Newton
  - Candidatura per il miglior cattivo in un film a Kathryn Newton